# 제이 로렌스 러시
제이 로렌스 러시(Jay Laurence Lush, 1896년 1월 3일 – 1982년 5월 22일)는 가축 사육에 중요한 공헌을 한 선구적인 동물 유전학자였다. 현대 과학적 동물 사육의 아버지로 알려져 있다. 러시는 1968년에 국가 과학 메달(National Medal of Science)을, 1979년에는 울프상(Wolf Prize)을 받았다.
러시는 캔자스 주립 농업 대학(현 캔자스 주립 대학교)에서 축산학 학사 학위를 취득하는 동안 수학과 유전학을 접하게 되었다. 1918년 캔자스 주립 대학교에서 석사학위를 취득했고, 위스콘신대학교 매디슨대학교에서 유전학 박사학위를 취득했다(1922).
러시는 동물의 주관적인 외모가 아닌 정량적 통계와 유전정보를 토대로 번식을 옹호했다. 러시는 1937년에 동물 사육 계획(Animal Breeding Plans)이라는 고전 교과서를 집필했는데, 이는 전 세계의 동물 사육에 큰 영향을 미쳤다.
1930년부터 1966년까지 러시는 아이오와 주립 대학교 농업학부 찰스 F. 커티스 석좌교수로 재직했다. 1967년 미국국립과학원 회원으로 선출되었다.
러시는 미국 유제품 과학 협회로부터 유제품 생산 연구 부문의 보든 상(Borden Award)을 수상했고, 미국 동물 과학 협회(American Society of Animal Science)로부터 동물 사육 및 유전학 부문의 아머 상(Armor Award)과 모리슨 상(Morrison Award)을 수상했다. 1979년에는 농업 부문 울프상(Wolf Prize)을 수상했다.